# ATC代码 (D09)
ATC代码D09（医用敷料）是解剖学治疗学及化学分类系统的一个药物分组，这是由世界卫生组织药物统计方法整合中心所制定的药品及其它医用产品的官方分类系统。分组D09是D皮肤病的一部分。
兽用代码（ATCvet码）可以在人用ATC代码前加Q字母：QD09等。
国家ATC分类可能包括列表中没有的其它分类，列表为世界卫生组织（WHO）版本。

## D09A 医用敷料（Medicated dressings）

### D09AA 敷料软膏中用的抗感染药（Medicated dressings with antiinfectives）
D09AA01 新霉素B（Framycetin）
D09AA02 夫西地酸（Fusidic acid）
D09AA03 呋喃西林（Nitrofural）
D09AA04 硝酸苯汞（Phenylmercuric nitrate）
D09AA05 苯度铵（Benzododecinium）
D09AA06 三氯生（Triclosan）
D09AA07 西吡铵（Cetylpyridinium）
D09AA08 水合氯化铝（Aluminium chlorohydrate）
D09AA09 聚维酮碘（Povidone-iodine）
D09AA10 氯碘羟喹（Clioquinol）
D09AA11 苯扎铵（Benzalkonium）
D09AA12 氯己定（Chlorhexidine）
D09AA13 碘仿（Iodoform）

### D09AB锌绷带（Zinc bandages）
D09AB01 无添加药物的锌绷带（Zinc bandage without supplements）
D09AB02 添加药物的锌绷带（Zinc bandage with supplements）